# Pomarzany (Krośniewice)
Pour les articles homonymes, voir Pomarzany.
Pomarzany (prononciation [pɔmaˈʐanɨ]) est un village de la gmina de Krośniewice, du powiat de Kutno, dans la voïvodie de Łódź, situé dans le centre de la Pologne.
Il se situe à environ 3 kilomètres à l'est de Krośniewice (siège de la gmina), 11 kilomètres à l'ouest de Kutno (siège du powiat) et 56 kilomètres au nord de Łódź (capitale de la voïvodie).

## Administration
De 1975 à 1998, le village était attaché administrativement à l'ancienne voïvodie de Płock.

Depuis 1999, il fait partie de la nouvelle voïvodie de Łódź.